# Rémy Absalon
Pour les articles homonymes, voir Absalon.
Rémy Absalon est un pilote français d'enduro et de descente marathon (VTT), né le 28 février 1984 à Remiremont. Il mène de front une carrière de pilote d'enduro et de chef d'entreprise avec sa société Irwego, organisatrice de séjours nature dans les Vosges.

## Biographie
Rémy Absalon commence le VTT dans le sillage de son frère Julien Absalon, en participant aux Trophée Français des Jeunes Vététistes. Il se spécialise ensuite en enduro.
Après 9 ans chez Commencal, il est recruté pour 2014 par Scott, où il roule sur le Scott Genius.

## Palmarès
- Mégavalanche de La Réunion : 2005, 2008, 2010, 2011, 2014, 2015, 2016
- Mégavalanche de l'Alpe d'Huez : 2009, 2011, 2012, 2015, 2016
- Coupe d'Europe de descente marathon : 2005, 2007, 2009
- Enduro World Series 2017: #1: 28ème, #2: DNF*, #3 : 27ème, #4:20ème, #6: 36ème, #8: 17ème[4].
- Enduro World Series 2018 : #1 : 25ème, #2 : 30ème, #3: 25ème, #4: 23ème, #7: 32ème, #8: 29ème[4].

## Filmographie
Rémy Absalon apparaît dans le mini-documentaire L’Enduro VTT by Rémy Absalon.